# Mark Cousins
Pour les articles homonymes, voir Cousins (homonymie).
Mark Cousins, né à Coventry le 3 mai 1965 , est un réalisateur britannique, occasionnellement présentateur et critique de cinéma.

## Biographie
Mark Cousins a interviewé des cinéastes célèbres comme David Lynch, Martin Scorsese et Roman Polanski pour la série télévisée Scene by Scene.
En 2009, avec l'actrice et réalisatrice Tilda Swinton, il imagine un projet consistant en un véritable cinéma itinérant d'un poids de 33,5 tonnes monté sur un gros camion circulant à travers les Highlands écossais. Il en résulte un festival de cinéma indépendant qui est filmé et monté en un documentaire intitulé Cinema is Everywhere (en). L'expérience est renouvelée en 2011.
Son film The Story of Film: An Odyssey (en) (2011) est diffusé en 15 épisodes d'une heure sur More4, puis présenté au Festival international du film de Toronto 2011.

## Filmographie partielle
- 2011 : 60 Seconds of Solitude in Year Zero (un segment d'une minute du film collectif)
- 2011 : The Story of Film: An Odyssey (en)
- 2013 : Une histoire d'enfants et le cinéma (A Story of Children and Film)
- 2013 : Here Be Dragons
- 2014 : Life May Be
- 2015 : Atomic, Living in Dread and Promise
- 2015 : I Am Belfast
- 2016 : Stockholm, My Love
- 2018 : The Eyes of Orson Welles
- 2018 : Women Make Film: A New Road Movie Through Cinema
- 2019 : Storm in My Heart
- 2021 : The Story of Film: A New Generation
- 2021 : The Storms of Jeremy Thomas
- 2022 : The Ballad of a Great Disordered Heart
- 2022 : March on Rome
- 2022 : My Name Is Alfred Hitchcock
- 2024 : A Sudden Glimpse to Deeper Things

## Récompense
- Festival international du film de Karlovy Vary 2024 : Globe de cristal pour A Sudden Glimpse to Deeper Things[1]